# سازمان فناوری اطلاعات و ارتباطات شهرداری تهران
سازمان آمار و اطلاعات و خدمات کامپیوتری شهرداری تهران در سال ۱۳۴۷ با نام «اداره کل مکانوگرافی و خدمات ماشینی و آمار شهرداری پایتخت «به منظور مکانیزه کردن سیستم‌های مالی، اداری، فنی، تشکیلاتی و امکان دسترسی مسئولان و مدیران به اطلاعات جامع شهر تهران، در ساختمان شماره دو شهرداری واقع در خیابان ایرانشهر با تعداد کمی پرسنل شروع به کار کرد.

## تاریخچه

### شروع فعالیت سازمان
«سازمان آمار و اطلاعات و خدمات کامپیوتری شهرداری تهران» در سال ۱۳۴۷ با نام «اداره کل مکانوگرافی و  آمار و خدمات ماشینی «به منظور مکانیزه کردن سیستم‌های مالی، اداری، فنی، تشکیلاتی و امکان دسترسی مسئولان و مدیران به اطلاعات جامع شهر تهران، در ساختمان شماره دو شهرداری واقع در خیابان ایرانشهر با تعداد کمی پرسنل شروع به کار کرد.
این اداره کل از سه قسمت مکانوگرافی، آمار و خدمات عمومی، تشکیل شده بود. از بدو تأسیس مرکز مکانوگرافی تا سال ۱۳۵۱ یعنی زمانی که یک دستگاه کامپیوتر ۳۶۰ IBM مدل ۲۵ در محل شهرداری مرکز توسط شرکت داده‌پردازی (IBM) نصب گردید کلیه کارها توسط کامپیوتر وزارت دارایی انجام می‌شد.
در سال ۱۳۵۳ محل اداره کل مکانوگرافی به خیابان شریعتی (محل ساختمان شماره ۲) منتقل گردید و در سال ۱۳۵۴ نام آن به سازمان «خدمات کامپیوتری شهرداری پایتخت» تغییر یافت. طی این سال (۱۳۵۴) به دلیل ازدیاد جمعیت تهران و افزایش اطلاعات شهری و عدم پاسخگویی کامپیوتر سازمان به نیازهای استفاده‌کنندگان، تصمیم بر تعویض کامپیوتر سازمان گردید و در ابتدای سال ۱۳۵۵ یک دستگاه کامپیوتر ۳۷۰ IBM مدل ۱۴۵ در محل جدید سازمان نصب گردید و بعد از مدت کمی جای خود را به کامپیوتر ۳۷۰ IBM مدل ۱۵۸ داد.
سال ۱۳۵۶ سال شروع فعالیت‌های شبانه‌روزی، گسترش و توسعه سازمان بود. تعداد پرسنل افزایش یافت و تقسیمات قبلی به دو معاونت فنی، و مالی و اداری تبدیل شد. استفاده‌کنندگان از اطلاعات سازمان به‌طور قابل ملاحظه‌ای در این سال افزایش یافت. (استفاده‌کنندگان: شهرداری تهران، مناطق ۲۲ گانه شهرداری، ادارات و سازمان‌های وابسته به شهرداری، اداره راهنمایی و رانندگی که بزرگترین استفاده‌کننده سازمان بود). در این سال برنامه‌ریزی برای تبدیل برخی از سیستم‌های Batch به Online آغاز شد و در سال ۱۳۵۹ سیستم‌های پرسنلی حقوق کارمندان، تخلفات و جرایم و وصول آن‌ها به صورت Online شروع به سرویس‌دهی کردند.
با تعویض مدیریت سازمان در سال ۱۳۶۷ قدم اول برای استقلال و بازرگانی شدن سازمان برداشته شد و در سال ۱۳۶۹ برای استفاده‌کنندگان خدمات Main سازمان صورتحساب‌های تستی ارسال گردید. در سال‌های ۱۳۶۹و ۱۳۷۰ به دلیل محدودیت‌هایی که در ورود تجهیزات سخت‌افزاری به کشور پیش آمد طرح توسعه خدمات انفورماتیکی در سازمان نیز تاحدودی متوقف گردید.

### استقلال سازمان
پس از طی مراحل لازمه در تاریخ خرداد سال ۱۳۷۱ تحت عنوان «سازمان آمار و خدمات کامپیوتری شهرداری تهران» به عنوان یک سازمان مستقل وابسته به معاونت هماهنگی و برنامه‌ریزی شهرداری شکل گرفت. در سال ۱۳۷۲ ایجاد بانک اطلاعات املاک شهر تهران که در نوع خود بی نظیر بوده‌است آغاز شد و همچنین ارائه خدمات مجموعه سیستم‌های خودرو گسترش یافت.
در سال ۷۴ پروژه پام (پروژه اتوماسیون مناطق و ستادهای شهرداری) با هدف کاهش مشکلاتی از قبیل یکپارچه نبودن نرم‌افزارها، تنوع تجهیزات، کند بودن سرعت گردش کار و همچنین کمبود اطلاعات و آمار مدیریتی جهت برنامه‌ریزی شکل گرفت. سال‌های ۷۴ و ۷۵ را می‌توان نقطه عطفی قلمداد نمود و در این سال‌ها سازمان به عنوان متولی انفورماتیک شهرداری تهران مطرح و برنامه‌ریزی کلان IT را در دستور کار داشته‌است. پروژه پام را شاید در زمره پروژه‌های در سطح ملی نامید که در آذر ماه سال ۷۴ پس از تصویب طرح کلی، شروع به کار نمود.
نگرش به عملکرد سازمان تا سال ۸۲ نمایانگر روند حرکت و رشد سازمان که لازمه سازمان‌های پویا و به ویژه سازمان‌های انفورماتیک است را نشان می‌دهد و همگامی سازمان با روند سریع تغییرات و تحولات در دنیای انفورماتیک به خوبی مشهود بوده به طوریکه به جرأت می‌توان ادعا کرد که جزء سازمان‌های برتر کشور بوده‌است.
از سال‌های ۸۲ و ۸۳ تغییراتی در نحوه تأمین خدمات به وجود آمد. اکثر خدماتی که به صورت پیمانی صورت می‌گرفت به پرسنل سازمان منتقل و انجام امور به صورت امانی ادامه یافت. مطرح شدن اهداف آرمانی دولت الکترونیک، بحث شهرداری الکترونیک با استفاده از فناوری اطلاعات و ارتباطات در مدیریت شهرداری را در دستورکار قرار داد و بر این اساس، نیاز تدوین طرح جامع ICT شهرداری تهران عنوان گردید. همزمان به منظور ساماندهی امور فناوری سیستم‌های اطلاعاتی شورای آمار و انفورماتیک شهرداری تهران به وجود آمد. این شورا تدوین طرح مذکور را بر عهده سازمان قرار داد و طرح جامع ICT شهرداری تهران تهیه و ارائه گردید.
در سال ۸۳ پیشنهاد تغییر نام سازمان به «سازمان فناوری اطلاعات و ارتباطات شهرداری تهران» مطرح و در هیئت مدیره و شورای اسلامی شهر تهران تصویب گردید. در اواخر سال ۸۴ با تغییر مدیریت سازمان، بازنگری چارت تشکیلاتی و متعاقب آن و طرح طبقه‌بندی مشاغل سازمان با هدف قانونمند کردن و یکسان‌سازی پرداخت در دستور کار قرارگرفت. پرداختن به زیرساخت با توسعه شبکه WAN و گسترش آن تا سطح نواحی از فعالیت‌های زیربنایی سازمان بود و ایجاد سامانه‌های خدمات شهری ۱۳۷ و ۱۸۸۸ به منظور ارتقاء توان لازم برای تسریع و پیگیری ارائه خدمات به شهروندان در راستای پایبندی به اصول شهروند مداری از خدمات این سال محسوب می‌شود.
در سال ۱۳۸۶، شهرداری تهران ملزم به راه اندازی دفاتر خدمات الکترونیک شهر به منظور کاهش تصدی‌گری و تحقق شهر و دولت الکترونیک، تأمین رضایت شهروندان و افزایش بهره‌وری در خدمات شهرداری تهران به شهروندان گردید که پیرو آن مؤسسه فناوران شهر تهران تأسیس و سازمان فناوری اطلاعات شهرداری تهران، ملزم به پیاده‌سازی، راه‌اندازی و مکانیزه نمودن دفاتر گردید.
در مهر ماه سال ۸۸ پس از بخشنامه شهردار محترم تهران مبنی بر برون سپاری تعدادی از فعالیت‌های سازمان، مجدداً ساختار سازمانی تغییر و ساختار کنونی پیاده‌سازی گردید. برقراری ارتباطات فی مابین کلیه ساختمان‌های شهرداری از طریق فیبر نوری یا وایرلس، راه‌اندازی اتوماسیون آموزش و اتوماسیون اداری به صورت یکپارچه جهت کلیه واحدهای شهرداری تهران و اجرای پروژه برق اضطراری جهت تمامی ساختمان‌های شهرداری تهران  و همچنین ایجاد یک نظام آماری منسجم و متمرکز در شهرداری تهران و ایجاد رصد خانه شهری تهران از اقدامات اساسی صورت گرفته در این دوره است.

## شهرداری تهران
ایجاد پرتال شهرداری تهران، و راه‌اندازی خدمات الکترونیکی E-Services قدم بلندی درراستای شهرداری الکترونیک بوده و تاکنون چندین بار در سطح ملی، جشنواره انتخاب برترین وب‌گاه‌های دولتی، رتبه نخست ملی را کسب نموده است.
جوایز دریافتی توسط سازمان فناوری در سال‌های اخیر
1. مرکز پژوهشی برتر در دومین جشنواره انتخاب برترین‌های پژوهش و نوآوری در حوزه مدیریت شهری سال ۱۳۸۷
2. رتبه اول در نخستین همایش ارزیابی وبگاه‌های دولتی سال 1387
3. برترین دستگاه اجرایی کشور در ارزیابی پیشبرد اهداف آماری توسط مرکز آمار ایران طی سالهای 1393 تا 1395
4. برنده خشت طلایی برای طراحی و اجرای رصد خانه شهری تهران در سال  1394
5. غرفه برتر در محور فناوری و ارائه خدمات کاربران در ششمین نمایشگاه ملی سامانه‌های اطلاعات مکانی ۱۳۸۸
6. رتبه اول در بخش خدمات تعاملی سازمانی در دومین جشنواره ارزیابی وب‌گاه‌های دولتی سال ۱۳۸۹
7. تقدیر در بخش ویژه وبگاه‌های جامع در دومین جشنواره ارزیابی وب‌گاه‌های دولتی سال ۱۳۸۹
8. رتبه یک در زمینه ارائه خدمات الکترونیکی در سومین جشنواره ستاره‌های فناوری ایران ۱۳۹۰
9. رتبه اول بخش کتاب در چهارمین جشنواره پژوهش و نوآوری مرکز مطالعات و برنامه‌ریزی شهر تهران ۱۳۹۰
10. کسب رتبه اول در شهرداری‌های الکترونیکی در جشنواره ملی فناوری اطلاعات